# Questions de génération

Questions de génération était une émission de télévision mensuelle présentée par Samuel Étienne et diffusée sur France 4 entre octobre 2008 et juin 2010.

## Concept
Questions de génération est une interview politique mensuelle avec la participation de lycéens diffusée en première partie de soirée sur France 4,.
À partir de mars 2009, l'émission reçoit à chaque numéro deux personnalités politiques au lieu d'une seule auparavant.
À partir de septembre 2009, l'émission est enregistrée en studio et non plus dans un lycée. Les jeunes, âgés de 18 à 23 ans et issus de tous les milieux et catégories professionnelles, interrogent désormais trois personnalités. L'émission s'arrête en juin 2010.